# Gilbert du Puy du Fou
 (mars 2017).
Si vous disposez d'ouvrages ou d'articles de référence ou si vous connaissez des sites web de qualité traitant du thème abordé ici, merci de compléter l'article en donnant les références utiles à sa vérifiabilité et en les liant à la section « Notes et références ».
Pour les articles homonymes, voir Puy du Fou (homonymie).
Gilbert du Puy du Fou, ligueur et gouverneur de Laval, baron de Combronde, mort le 28 avril 1609 à Souvigné. Il est désigné pendant les guerres de Religion comme colonel de Commeronde.

## Biographie

### Origine
Il est le second fils de René du Puy du Fou (fils de François II du Puy du Fou et de Catherine de Laval-Bois-Dauphin, sœur de Claude et tante du maréchal Urbain ci-dessous), en son vivant baron du Puy du Fou, chevalier de l'ordre du Roi, gouverneur de La Rochelle et du pays d'Aunis, et de Catherine de La Rochefoucaud-Barbezieux, marquise et dauphine de Combronde en Auvergne et de Jaligny, dont René était le second époux (Jaligny passa aux descendants de Catherine (vers 1528-1577) et de son premier mari, Charles de Chabannes fils du maréchal de La Palice ; elle tenait ces fiefs de sa mère Antoinette de Chaumont d'Amboise (1495-1552), qui avait épousé en secondes noces Antoine de La Rochefoucauld seigneur de Barbezieux, fils cadet de François Ier de La Rochefoucauld). 
Il était le frère puîné d'un autre Gilbert du Puy du Fou (vers 1563-1597), seigneur du Puy-du-Fou, dauphin de Combronde, prince de Pescheseul et sire d'Avoise, etc. et baron de Champagne-Parcé à cause de Philippe/Philippa de Champagne dame de Parcé, fille de Philippe Ier de Châteaubriant des Roches-Baritaut comte de Grassay, son épouse. Il était également le petit-fils de François II du Puy du Fou, fondateur du château du Puy du Fou.
Il était, ainsi que son aîné homonyme, le capitaine d'une des quatre compagnies qu'Urbain de Laval Boisdauphin, cousin germain de leur père René du Puy du Fou, avait sous ses ordres. 

### Carrière
Pendant les guerres de religion, les deux frères, qui avaient embrassé avec ardeur la cause de la Ligue catholique, avaient joué dans ce parti un rôle des plus importants dans le Maine et l'Anjou. 
Gilbert du Puy du Fou, plus connu sous le nom de Commeronde, avait dès mars 1589, donné quittance au Mans, en qualité de maistre de camp d'un régimant estant lors en cested. ville pour la défense d'icelle de le somme de 200 escuz à luy ordonnée par le sieur de Boisdauphin, gouverneur de lad. ville. Quelques mois après, il avait accompagné Lansac dans son expédition sur la Flèche. Il aurait, selon de Thou, couru, pillé et ravagé avec son régiment tout le pays d'Anjou et comté de Laval. 
Il prend une part active avec son frère à la bataille de Craon en 1592. À la suite de cette bataille, Laval est attaquée par Urbain de Laval Bois-Dauphin, et revient dans la camp de la Ligue Catholique. Le marquis de Villaines (Brandélis (IV) de Champagne-Parcé, un cousin éloigné de Philippe de Châteaubriand de Champagne dame de Parcé ci-dessus) manque de troupes pour les contenir et résister à une attaque sérieuse : il quitte la ville qui pendant quelque temps a pour gouverneur le colonel Combronde.
Charles Maucourt de Bourjolly raconte que Combronde, partant de Laval, s'en alla avec 700 hommes piller l'église d'Arquenay, dans laquelle furent commis d'affreux sacrilèges et dont il vendit aux religieux de l'Abbaye d'Evron les vases et les ornements profanés. Couanier de Launay met en cause cela en indiquant qu'il ne repose que sur le témoignage de Jean de Serres, auteur décrié et ennemi de la Ligue. Ce ne fut donc pas à Louis III de Montecler, comme on eût pu le croire, que fut confié le gouvernement de Laval. Cette charge, Boisdauphin se la réserva avec, comme lieutenant, d'abord Gilbert du Puy du Fou, baron de Combronde, puis La Perraudière.
Selon de Thou, on le trouve servant sous Mercœur (Philippe-Emmanuel de Lorraine) en Basse-Bretagne, où il se fait battre par les royalistes près de Josselin, et il est à croire que c'est vers la même époque qu'il avait fait prisonnier à Châteaugiron, François de La Trémoïlle Marquis de Noirmoutier, fils de Claude et petit-fils de François de La Trémoïlle. 
Après la soumission d'Urbain de Laval Boisdauphin à Henri IV, il se marie en 1595 avec Louise de Châtillon, fille de Claude II de Châtillon-Porcien, veuve de Charles d'Apchon de La Roche-Talbot. Il devient seigneur de La Roche-Talbot près de Sablé, par suite de son mariage. Il devait même en devenir seigneur propriétaire, et y passa les dernières années de sa vie.
Le baron de Combronde, n'étant qu'un cadet de sa maison et ne possédant point de terre lui appartenant en propre son épouse Louise de Châtillon, dame de La Roche-Talbot par son premier mari Charles d'Apchon, continua à habiter avec son second mari la terre qu'elle avait en douaire.
La Chronique de Parcé indique que Monsieur le baron de Combronde demeurait à la maison de la Roche-Talbot près de Sablé, dont madame sa femme Louise de Chastillon à la jouissance pour son douaire depuis la mort de monsieur de Plauzat de la maison d'Apchon son premier mari. La même chronique indique que led. seigneur de Combronde a eu de mad. dame de Chastillon son espouse une fille unique, mademoiselle Isabelle du Puy du Fou.
Rallié à Henri IV, il est en 1604 chevalier de l'ordre du Roi, puis en 1607, gentilhomme ordinaire de la chambre du Roi. Il meurt en 1609

## Sources
- « Gilbert du Puy du Fou », dans Alphonse-Victor Angot et Ferdinand Gaugain, Dictionnaire historique, topographique et biographique de la Mayenne, Laval, A. Goupil, 1900-1910 [détail des éditions] (BNF 34106789, présentation en ligne)
- Adelstan de Beauchêne, Le château de la Roche-Talbot et ses seigneurs, G. Fleury et A. Dangin (Mamers), 1891.
- Histoire universelle de de Thou[3]. Traduction française de 1834, 16 vol. in-4°.